# Slawutytsch
Slawutytsch (ukrainisch Славутич, russisch Славутич Slawutitsch), benannt nach einem älteren slawischen Namen („slawischer Fluss“) des nahegelegenen Flusses Dnepr, ist eine 1986 gegründete Kleinstadt in der Ukraine mit etwa 20.000 Einwohnern (2024). Sie liegt etwa 12 Kilometer vom linken Ufer des Dnepr entfernt, der hier die Grenze zwischen Belarus und der Ukraine bildet. Die Stadt wurde nach dem katastrophalen Unfall, der sich am 26. April 1986 im Kernkraftwerk Tschernobyl ereignete, neu errichtet. Sie ist noch heute in wirtschaftlicher und sozialer Hinsicht durch das Kernkraftwerk geprägt, da sie durch dessen Weiterbetrieb bis zum Jahr 2000 als Wohnort der dort beschäftigten Arbeiter fungierte. Das öffentliche Leben in der Stadt wird größtenteils durch den Betreiber des Kraftwerks finanziert.
Die Stadt liegt geographisch in der Oblast Tschernihiw (wird vom Rajon Tschernihiw umschlossen), gehört jedoch verwaltungstechnisch als Exklave als Teil des Rajons Wyschhorod zur Oblast Kiew.
Am 26. März 2022, während der fünften Woche des russischen Überfalls auf die Ukraine 2022 nahmen russische Truppen (nach Angaben der Militärverwaltung der Region Kiew) Slawutytsch ein.

## Überblick

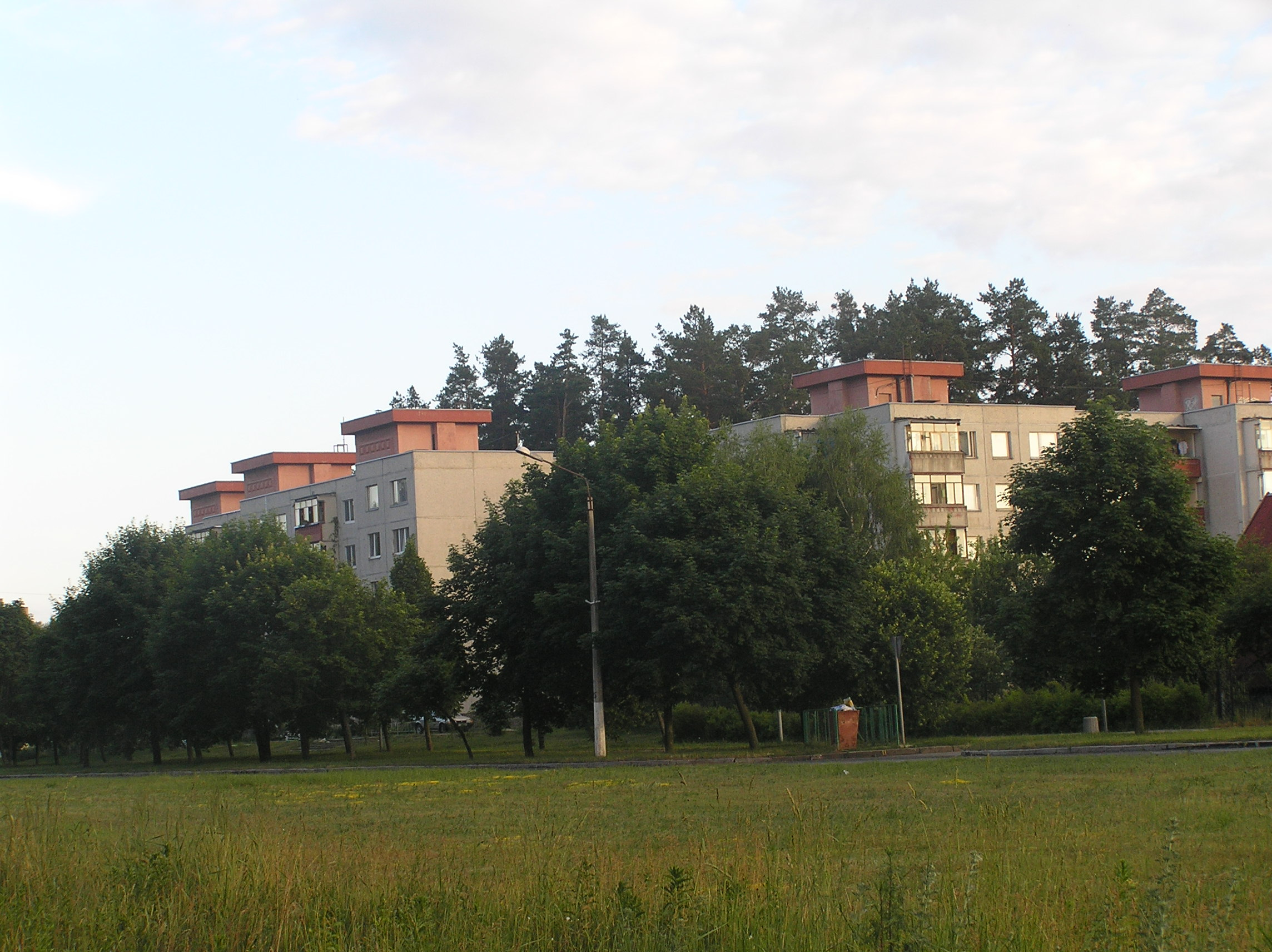
Wohnungen in Slawutytsch

Mit dem Bau der Stadt wurde nach der Katastrophe im Kernkraftwerk Tschernobyl noch 1986 begonnen. Das Leben in Slawutytsch begann mit dem Zuzug der ersten Einwohner im Oktober 1988. Die Stadt gilt als Ersatz für die Stadt Prypjat, die wegen der radioaktiven Kontamination nach der Katastrophe aufgegeben werden musste und heute eine Geisterstadt ist. An die Opfer der Katastrophe im April 1986 erinnert in der Stadt ein Denkmal.
Slawutytsch wurde zur Heimstatt für die Menschen, die an der Bekämpfung der Folgen der Katastrophe beteiligt waren und in der Zeit danach umgesiedelt werden mussten. Dementsprechend leben hier viele Opfer der Katastrophe mit strahlenbedingten Gesundheitsproblemen, darunter rund 8000 Menschen, die zum Zeitpunkt der Katastrophe Kinder waren. Darüber hinaus wohnen in der Stadt heute auch Arbeiter und Wissenschaftler, die für Überwachungs- und Erhaltungsarbeiten sowie zu wissenschaftlichen Zwecken regelmäßig in die Sperrzone um den ehemaligen Reaktor pendeln. Slawutytsch ist durch eine direkte Bahnlinie, die durch Belarus führt, mit dem Gelände des Kernkraftwerks verbunden.

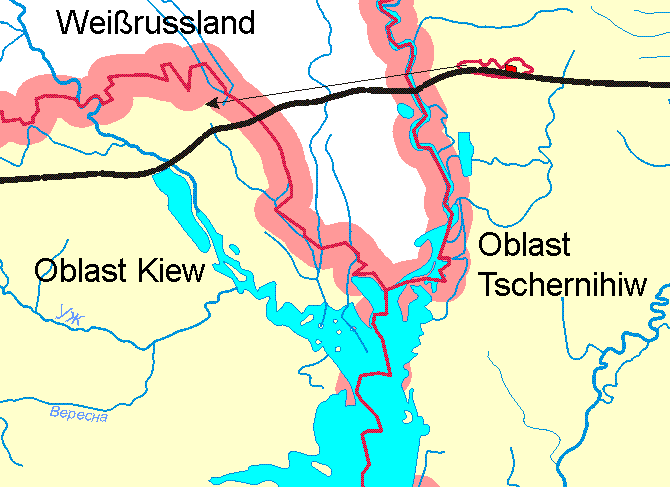
Lageplan zur Verdeutlichung der Exklave

Die Stadt befindet sich etwa 50 Kilometer östlich vom ehemaligen Kernkraftwerk entfernt und ist verwaltungsrechtlich der Oblast Kiew zugeordnet, als Exklave auf dem Gebiet der Oblast Tschernihiw. Für den Bau wurde der Boden auf einer Stärke von zwei Metern neu aufgeschichtet. Slawutytsch ist im Gegensatz zu einigen anderen Städten der Ukraine durch eine moderne Architektur und ein ansprechendes Wohnumfeld sowie einen vergleichsweise hohen Lebensstandard gekennzeichnet. Am Bau der Stadt waren Arbeiter und Architekten aus den acht ehemaligen Sowjetrepubliken Litauen, Lettland, Estland, Georgien, Aserbaidschan, Armenien, der Ukraine und Russland beteiligt. Slawutytsch weist dadurch acht Sektoren mit jeweils eigenem Stil und Atmosphäre auf. Von den acht Kindergärten der Stadt ist jeder mit einem Hallenbad ausgestattet. Die Stadt verfügt über ein Jugendzentrum, ein modernes Gemeindezentrum, ein Internetcafé, diverse Sporteinrichtungen, moderne Krankenhäuser und ein Hotel. Etwa 80 Prozent der Wohnungen wurden in Form von vier- bis sechsstöckigen Häusern errichtet, 20 Prozent in Reihenhaussiedlungen in Form von Ein- und Zweifamilienhäusern. Die Stadt hat heute aufgrund einer hohen Geburten- und einer niedrigen Sterberate das geringste Durchschnittsalter in der gesamten Ukraine. Mehr als ein Drittel der Einwohner sind Kinder.
Seit der Abschaltung der letzten Blöcke des Kernkraftwerks im Jahr 2000 steht die Stadt jedoch vor größeren sozialen Problemen und einer ungewissen Zukunft. Bis zu diesem Zeitpunkt arbeiteten etwa 9000 Menschen und damit etwa die Hälfte der erwachsenen Bevölkerung im Kraftwerk, heute sind noch etwa 3000 Arbeiter mit Wartungs- und Überwachungsarbeiten beschäftigt. Rund 85 Prozent des Haushaltes der Stadt wurden durch den Betreiber des Kraftwerkes finanziert. Um die Ansiedlung neuer Unternehmen zu unterstützen, ist Slawutytsch per Gesetz zur Sonderwirtschaftszone erklärt worden. Für die von der Schließung des Kraftwerks betroffenen Arbeiter werden darüber hinaus umfangreiche Umschulungsprogramme finanziert. Trotz dieser Maßnahmen haben bereits mehr als 1500 Menschen die Stadt verlassen.
Seit 1994 verbinden Slawutytsch freundschaftliche Kontakte mit der deutschen Kleinstadt Mittweida in Sachsen.

## Bilder der Stadt Slawutytsch

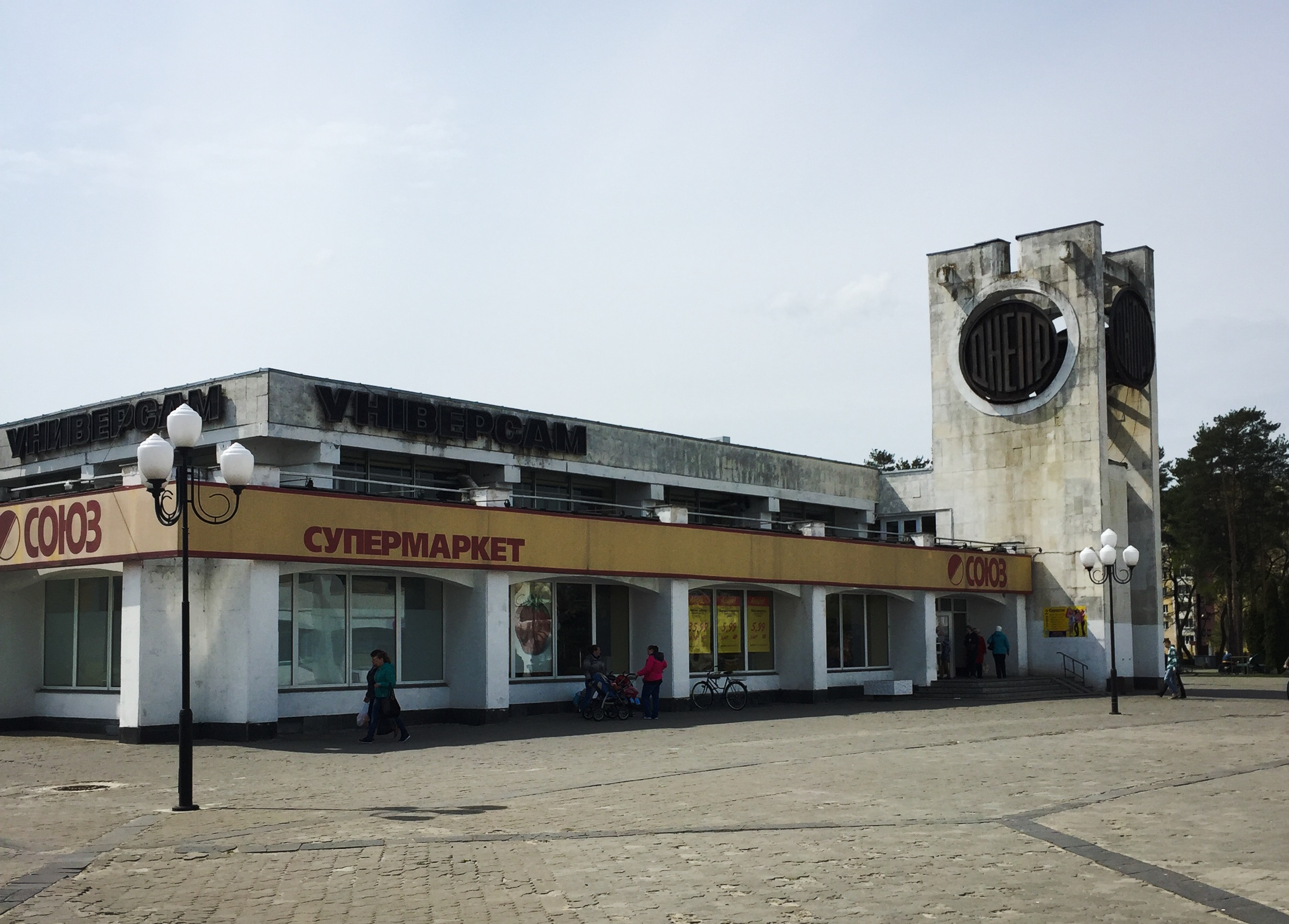
Ein Supermarkt im Stadtzentrum
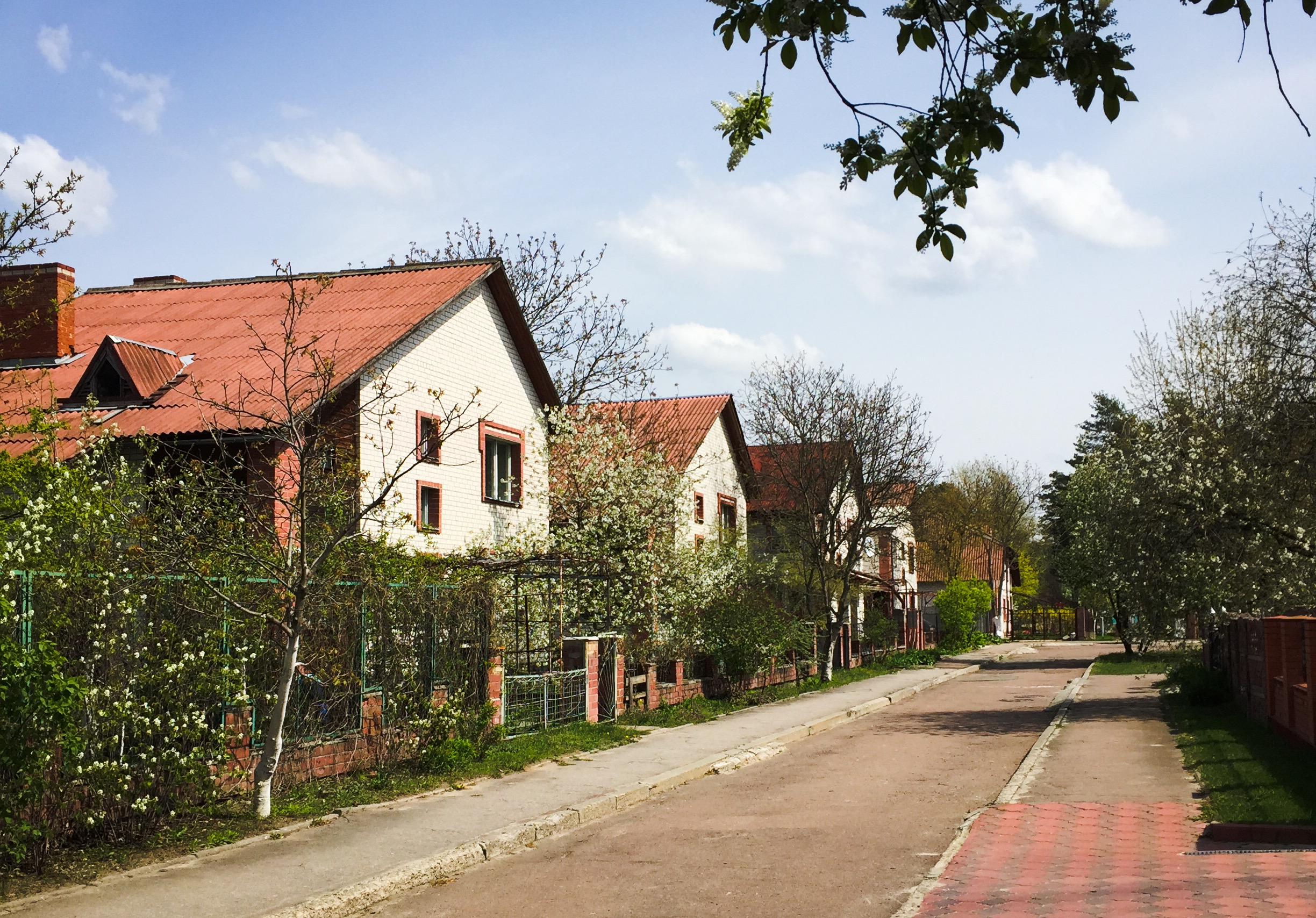
Wohnhäuser in Slawutytsch
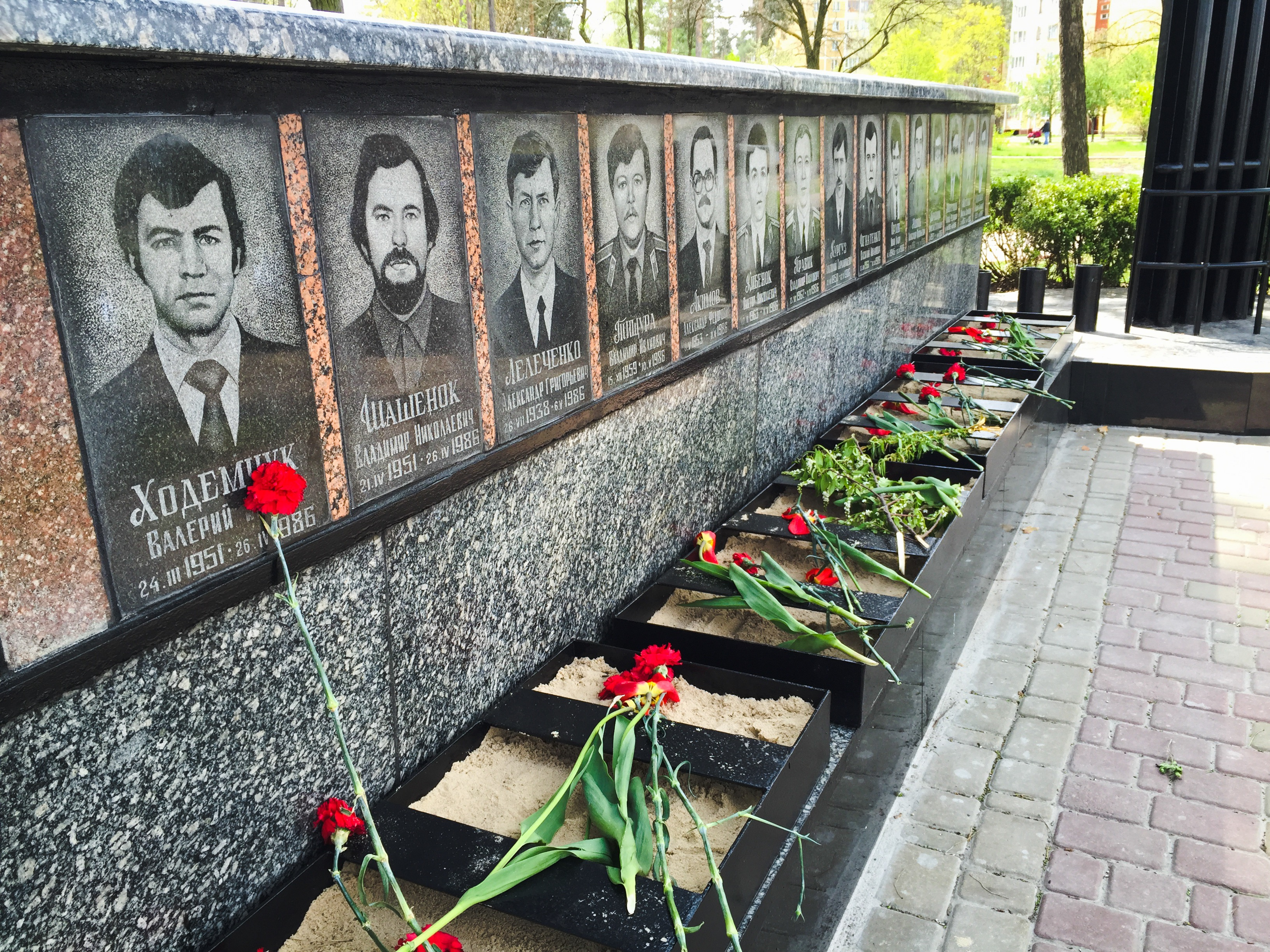
Slawutytsch Detail der Gedenkstätte mit Bildern der an Strahlenkrankheit gestorbenen Liquidatoren
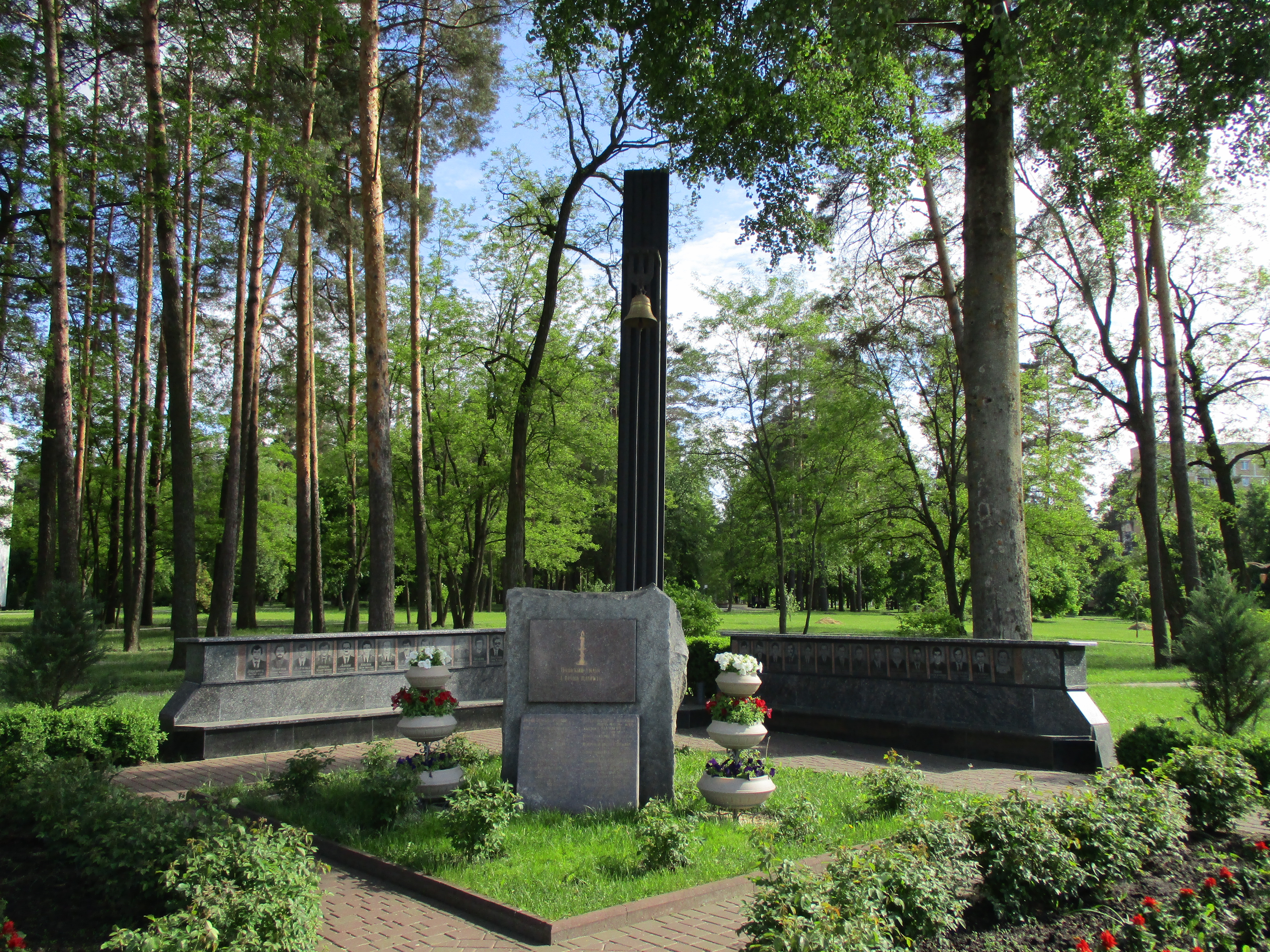
Gedenkstätte für die „Helden Tschernobyls“
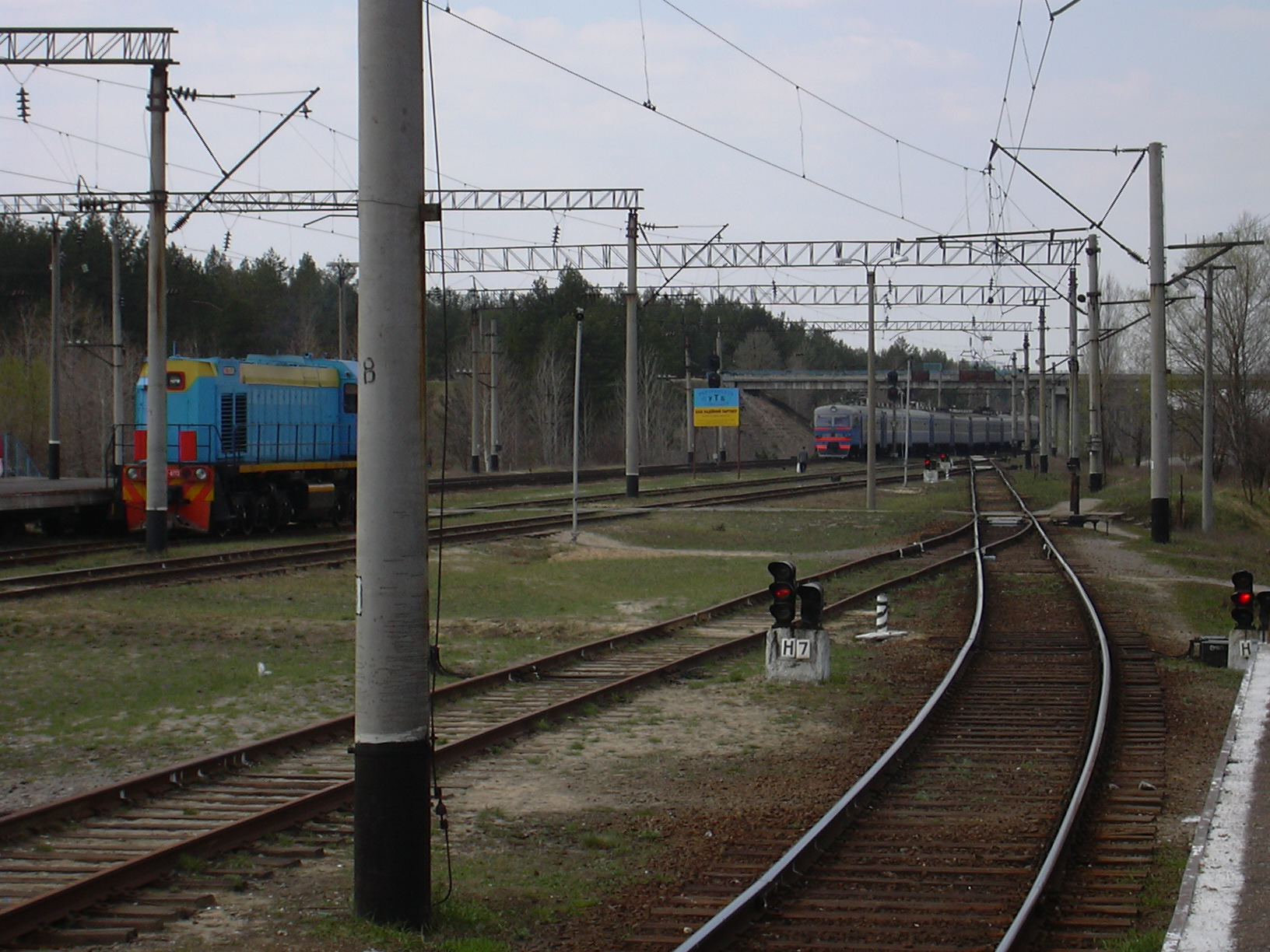
In der Nähe des Bahnhofes
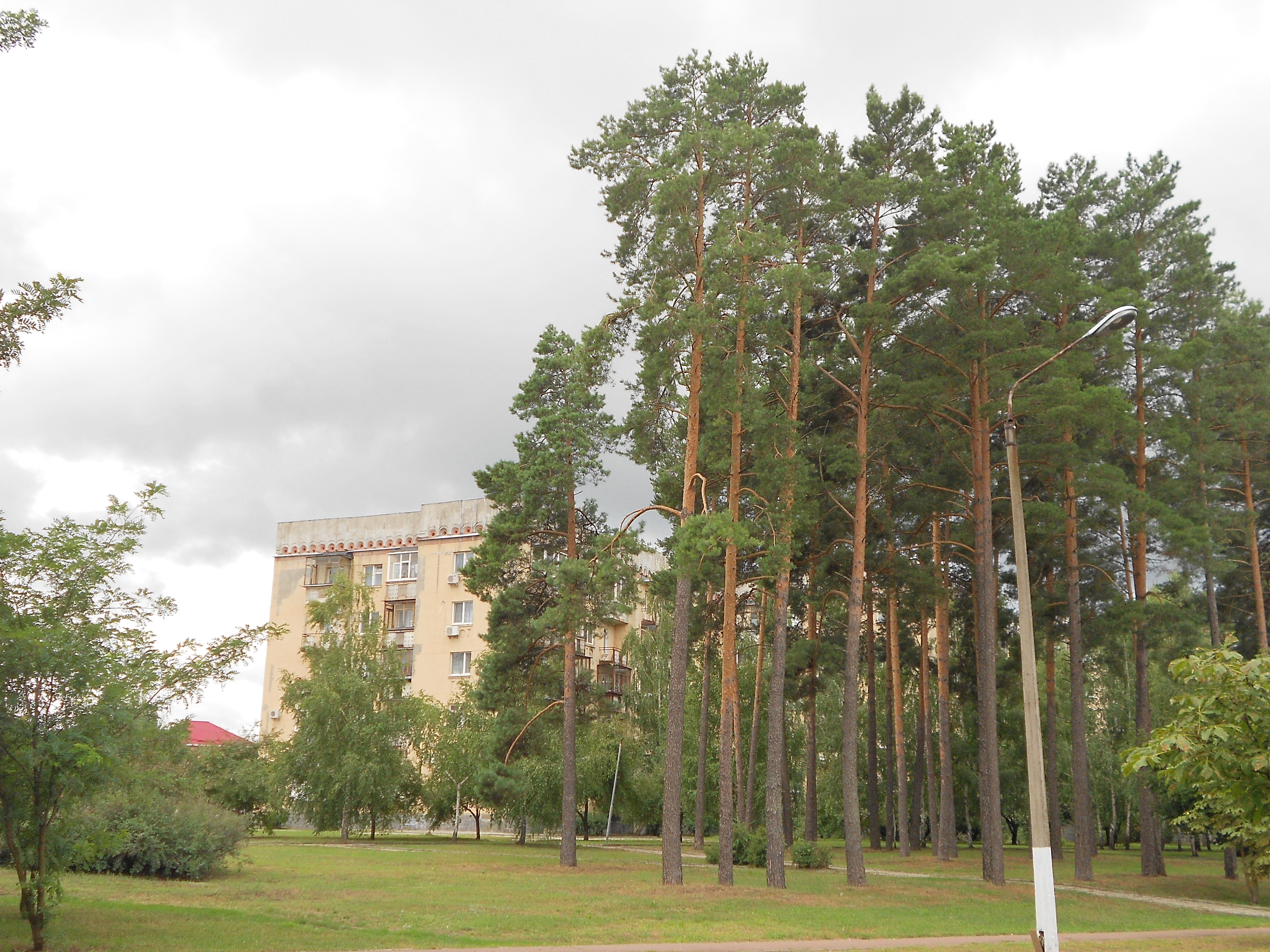
Slawutytsch 2013
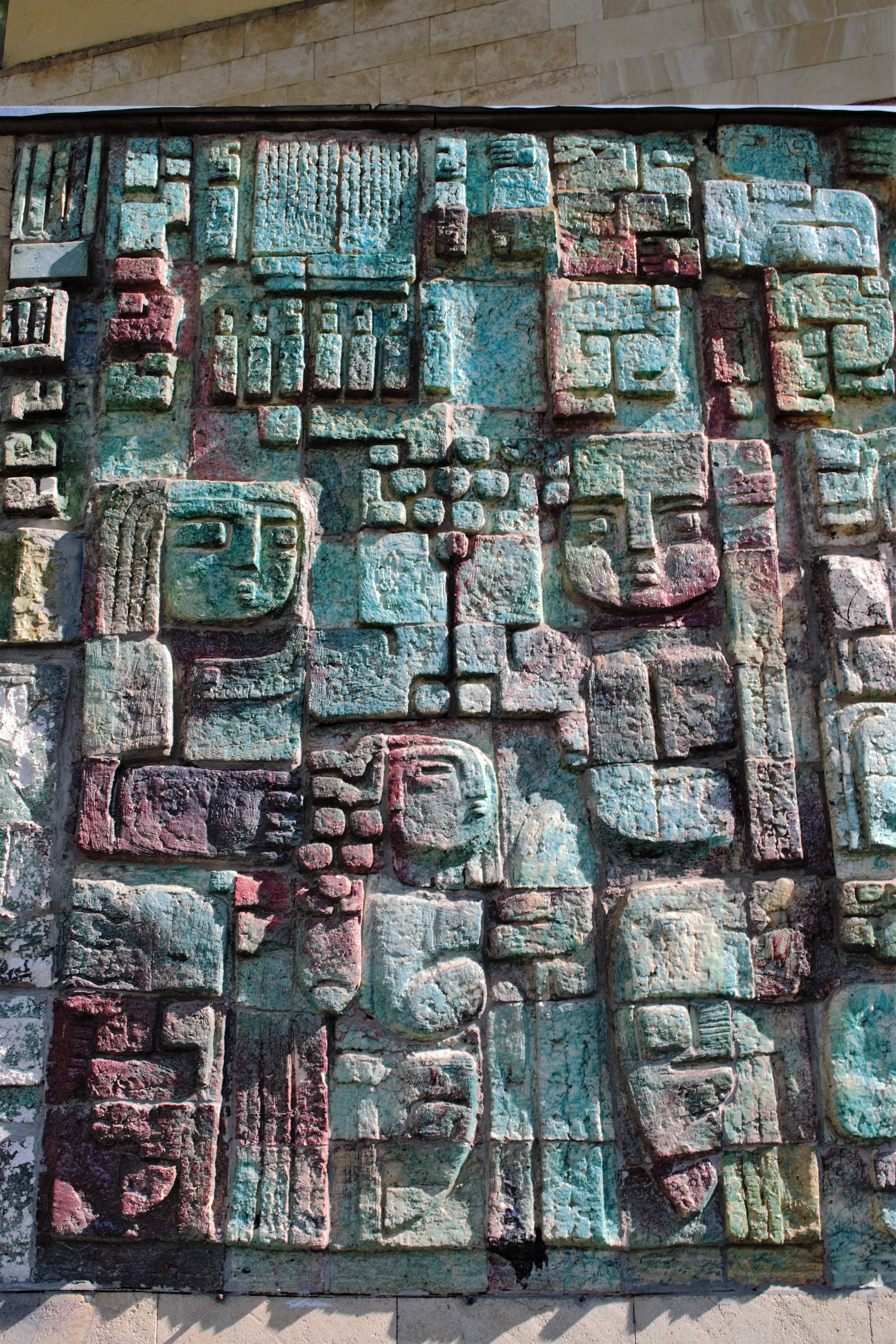
Detailansicht eines Denkmals

## Bevölkerungsentwicklung
| Jahr      | 1989   | 1992   | 1998   | 2002   | 2003   | 2004   | 2005   | 2006   | 2007   | 2008   | 2009   | 2010   | 2011   | 2012   | 2013   | 2014   | 2015   | 2016   | 2017   | 2018   | 2019   | 2020   | 2021   | 2022   |
| --------- | ------ | ------ | ------ | ------ | ------ | ------ | ------ | ------ | ------ | ------ | ------ | ------ | ------ | ------ | ------ | ------ | ------ | ------ | ------ | ------ | ------ | ------ | ------ | ------ |
| Einwohner | 11.364 | 21,000 | 26.200 | 24.402 | 24.403 | 24.398 | 24.365 | 24.408 | 24.441 | 24.391 | 24.347 | 24.407 | 24.492 | 24.726 | 24.826 | 24.952 | 24.996 | 25.006 | 25.096 | 24.983 | 24.936 | 24.784 | 24.685 | 24.464 |